# Marco Histórico Nacional no Arkansas
A lista de Marco Histórico Nacional no Arkansas contem os marcos designados pelo Governo Federal dos Estados Unidos para o estado norte-americano do Arkansas. Representa a história do Arkansas desde a compra da Luisiana, passando pela Guerra Civil e o Movimento dos Direitos Civis.
Existem 17 Marcos Históricos Nacional (NHLs) no Arkansas. Eles estão distribuídos em 11 dos 75 condados do estado. O primeiro marco do Arkansas foi designado em 9 de outubro de 1960 e o mais recente em 31 de julho de 2003.

## Listagem atual
Para manter a consistência, os registros são ordenados aqui conforme listados no programa NHL.
Legenda:
| NRHP | Registro Nacional de Lugares Históricos |
| NHL  | Marco Histórico Nacional                |
| NHLD | Distrito Histórico Nacional             |
| HD   | Distrito Histórico                      |
| NHS  | Local Histórico Nacional                |
| NMEM | Memorial Nacional dos EUA               |
| NMON | Monumento Nacional dos EUA              |
| NHP  | Parque Histórico Nacional dos EUA       |
| NMP  | Parque Nacional Militar dos EUA         |

| [ 2 ] | Nome                                           | Imagem | Inclusão                          | Localidade e coordenadas | Condado                                | NHLS     | Observações |
| ----- | ---------------------------------------------- | ------ | --------------------------------- | --- | -------------------------------------- | -------- | --- |
| 1     | Posto do Arkansas                              |        | 9 de outubro de 1960 (64 anos)    | 8 milhas à sudeste de Gillett 34° 01′ 25″ N, 91° 20′ 37″ O | Arkansas                               | 66000198 | |
| 2     | Daisy Bates House                              |        | 3 de janeiro de 2001 (24 anos)    | 1207 West 28th Street, Little Rock 34° 43′ 18″ N, 92° 17′ 00″ O | Pulaski                                | 01000072 | |
| 3     | Balneário Enfileirado                          |        | 28 de maio de 1987 (37 anos)      | Central Avenue entre Reserve e Fountain Streets no Parque Nacional de Hot Springs, Hot Springs 34° 30′ 41″ N, 93° 03′ 13″ O | Garland                                | 74000275 | |
| 4     | Ponto Inicial da Análise da Compra da Luisiana |        | 19 de abril de 1993 (31 anos)     | 13 milhas à noroeste de Marvell, Blackton 34° 38′ 48″ N, 91° 03′ 05″ O | Na fronteira de Lee, Monroe e Phillips | 72000206 | |
| 5     | Locais da Expedição Camden                     |        | 19 de abril de 1994 (30 anos)     | 8 ou 9 locais: - Campo de Batalha de Elkin's Ferry - Campo de Batalha de Jenkins' Ferry - Campo de Batalha de Marks' Mills - Campo de Batalha de Poison Spring - Campo de Batalha de Prairie D'Ane - Capitólio do Estado Confederado - Forte Lookout - Forte Southerland, e possivelmente, - Edifício do Arsenal dos Estados Unidos | vários condados                        | 70000127 | |
| 6     | Igreja Batista do Centenário                   |        | 31 de julho de 2003 (21 anos)     | York e Columbus Streets, Helena 34° 31′ 31,69″ N, 90° 35′ 26,63″ O | Phillips                               | 03001044 | |
| 7     | Local Eaker                                    |        | 19 de junho de 1996 (28 anos)     | Blytheville 35° 57′ 00″ N, 89° 56′ 00″ O | Mississippi                            | 91001048 | |
| 8     | Forte Smith                                    |        | 19 de dezembro de 1960 (64 anos)  | Fort Smith 35° 20′ 36″ N, 94° 25′ 22″ O | Sebastian                              | 66000202 | |
| 9     | CITY OF OAKLAND (USS Hoga) (Rebocador)         |        | 30 de junho de 1989 (35 anos)     | Arkansas Inland Maritime Museum, North Little Rock 34° 45′ 09″ N, 92° 16′ 04″ O | Pulaski                                | 89001429 | Rebocador; em Pearl Harbor combateu incêndios de navios e ajudou a empurrar o USS Nevada para fora do canal; serviu o porto de Oakland por muitos anos; O navio foi transferido para o Arkansas Inland Maritime Museum (AIMM) em 2005 e foi programado para ser transferido para North Little Rock em 2007. A mudança foi adiada pelo dano causado pelo furacão Katrina ao longo da rota proposta para o AIMM e custos de transporte. Foi transferido para o Arkansas Inland Maritime Museum em novembro de 2015. |
| 10    | Little Rock Central High School                |        | 20 de maio de 1982 (42 anos)      | 14th e Park Streets, Little Rock 34° 44′ 12″ N, 92° 17′ 55″ O | Pulaski                                | 77000268 | |
| 11    | Local Menard-Hodges                            |        | 11 de abril de 1989 (35 anos)     | Nady 34° 00′ 13,93″ N, 91° 15′ 15,17″ O | Arkansas                               | 85003542 | |
| 12    | Local Nodena                                   |        | 19 de fevereiro de 1964 (61 anos) | Wilson 35° 33′ 15,43″ N, 89° 57′ 06,13″ O | Mississippi                            | 66000201 | |
| 13    | Old State House, Little Rock                   |        | 9 de dezembro de 1997 (27 anos)   | West Markham, 300, Little Rock 34° 44′ 56,3″ N, 92° 16′ 19,42″ O | Pulaski                                | 69000037 | |
| 14    | Parkin Indian Mound                            |        | 19 de julho de 1964 (60 anos)     | Norte de Parkin 35° 16′ 37,4″ N, 90° 33′ 16,5″ O | Cross                                  | 66000200 | |
| 15    | Joseph Taylor Robinson House                   |        | 12 de outubro de 1994 (30 anos)   | Little Rock 34° 43′ 39,5″ N, 92° 16′ 43,7″ O | Pulaski                                | 75000411 | |
| 16    | Cemitério do Centro de Realocação Rohwer       |        | 6 de julho de 1992 (32 anos)      | Arkansas Highway #1, Rohwer 33° 45′ 52″ N, 91° 16′ 48″ O | Desha                                  | 92001882 | |
| 17    | Local Toltec Mounds                            |        | 2 de junho de 1978 (46 anos)      | Scott 34° 38′ 49″ N, 92° 03′ 55″ O | Lonoke                                 | 73000382 | |

## Áreas históricas do NPS no Arkansas
Locais históricos nacional, parques históricos nacional, alguns monumentos nacional e determinadas áreas listadas no Sistema Nacional de Parques são marcos históricos de importância nacional, geralmente já protegidos antes mesmo da criação do programa NHL em 1960.
Existem 4 dessas áreas no Arkansas. O Serviço Nacional de Parques lista esses quatro juntos com os NHLs no estado. O Memorial Nacional do Posto do Arkansas, o Local Histórico Nacional Forte Smith (compartilhado com Oklahoma) e o Local Histórico Nacional Little Rock Central High School também são NHLs e estão listados acima. O outro é:
|   | Nome                              | Imagem | Criação                       | Localidade e coordenadas               | Condado | Observações |
| - | --------------------------------- | ------ | ----------------------------- | -------------------------------------- | ------- | ----------- |
| 1 | Parque Nacional Militar Pea Ridge |        | 20 de julho de 1956 (68 anos) | Pea Ridge 36° 27′ 16″ N, 94° 02′ 03″ O | Benton  |             |

Outras áreas no Arkansas administradas pelo Serviço Nacional de Parques são: Rio Nacional Buffalo e o Parque Nacional de Hot Springs (não histórico por si só, porém inclui o Balneário Enfileirado, um NHL listado acima).